# 永泰镇 (樟树市)
永泰镇，是中华人民共和国江西省宜春市樟树市下辖的一个乡镇级行政单位。

## 行政区划
永泰镇下辖以下地区：
园艺社区、车埠村、大观村、洋塘村、石岗村、孔埠村、大塘村、永泰村、灌山村和官湖村。